# Slogonsko
Slogonsko este o localitate din comuna Brežice, Slovenia, cu o populație de 140 de locuitori.